# Berwick Bassett
Berwick Bassett is een civil parish in het bestuurlijke gebied Kennet, in het Engelse graafschap Wiltshire. In 2001 telde het dorp 56 inwoners.